# Bilice (Pleternica)
Bilice is een plaats in de gemeente Pleternica in de Kroatische provincie Požega-Slavonië. De plaats telt 196 inwoners (2001).